# モンテエルモーソ
モンテエルモーソ（Montehermoso）は、スペイン・エストレマドゥーラ州カセレス県のムニシピオ（基礎自治体）。2014年の人口は5,855人。